# Тегина
Тегина је мало ненасељено острвце у хрватском делу Јадранског мора. Припада Шибенском архипелагу у акваторији општине Муртер Корнати.
Острвце, на којем се налази светионик, Лежи између Муртера и Зимњака источно од острва Виник Велики. Површина острвца износи 0,095 км². Дужина обалске линије је 1,15 км.. 
Из поморске карте се види да светионик, који је налази на источној обали Тегине шаље светлосни сигнал: B Bl 2s, који има домет од 4 миље.